# Greg Ray
Gregory "Greg" Ray (Dallas, 3 de agosto de 1966) é um ex-automobilista estadunidense, campeão da Indy Racing League (atual IndyCar) em 1999.

## Carreira

### Atlantic e Lights
O início da carreira de Ray no automobilismo foi tardiamente, em 1992, quando competiu na Toyota Atlantic.
Manteve-se na Atlantic até 1994, quando a categoria ganhou chancela da CART, e ficou um ano parado. Retornou em 1996, na Indy Lights, quando tinha 29 anos (idade avançada para um estreante).

## IRL
Ray estreou na IRL em 1997, pilotando um Dallara-Oldsmobile Aurora #97 da equipe Knapp Motorsports. Terminou a temporada em 29º lugar, com 73 pontos.
Ele iniciou a temporada de 1998 na mesma Knapp, mas com o segundo lugar conquistado no GP do Texas, atraiu a atenção da equipe Foyt, que o contratou para disputar duas provas (Dover e Charlotte). Retornou à Knapp no GP de Atlanta, ficando na escuderia até o GP de Las Vegas.
A equipe Menard, uma das mais tradicionais da Indy (incluindo a fase pré-cisão), contratou Ray para a disputa da temporada de 1999. Sucedendo Tony Stewart, que foi para a NASCAR, tinha 32 anos à época de sua contratação e surpreendeu com um carro apenas mediano - chegou 3 vezes na 21ª posição, mas conquistou um pódio no Texas.
Mas o grande momento da carreira de Greg Ray aconteceu no dia 27 de junho, no circuito de Pikes Peak. Foi lá onde o piloto conquistou a primeira de suas cinco vitórias na IRL. Com mais duas vitórias e um terceiro lugar no GP do Texas (Mall.com 500) , Ray conquistou o título da temporada de 1999.
A partir daí, a carreira de Ray entrou em fase descendente, com o piloto terminando em 13º lugar em 2000, 18º em 2001 (venceu o GP de Atlanta, sendo esta a última vitória dele na categoria), 23º em 2002, 15º em 2003 e 23º em 2004, último ano de sua carreira na IRL.
Ray deixou a categoria após desistir de participar do GP do Kansas e foi substituído pelo britânico Mark Taylor. Na época ele acumulava as funções de piloto e chefe da equipe Access Motorsports, fundada por ele em 2003. Era cotada sua presença nas 500 Milhas de Indianápolis dp ano seguinte, como um dos pilotos que se inscreviam de última hora, mas tal participação não se concretizou.

### Desempenho na Indy 500
| Ano  | Chassi        | Motor      | Largada | Resultado | Equipe |
| ---- | ------------- | ---------- | ------- | --------- | ------ |
| 1997 | Dallara       | Oldsmobile | 30o     | 25o       | Knapp  |
| 1998 | Dallara       | Oldsmobile | 2o      | 18o       | Knapp  |
| 1999 | Dallara       | Oldsmobile | 2o      | 21o       | Menard |
| 2000 | Dallara       | Oldsmobile | Pole    | 33o       | Menard |
| 2001 | Dallara       | Oldsmobile | 2o      | 17o       | Menard |
| 2002 | Dallara       | Chevrolet  | 31o     | 33o       | Foyt   |
| 2003 | G-Force       | Honda      | 14o     | 8o        | Access |
| 2004 | Panoz/G-Force | Honda      | 27o     | 27o       | Access |